# Ламбаське абатство
Ламбаське абатство (нім. Stift Lambach) — бенедиктинський монастир XI століття у місті Ламбах, Вельс-Ланд, Верхня Австрія, Австрія.

## Історія
Близько 1040 року монастир було засновано графом Арнольдом II Ламбах-Вельським. в 1056 році його син, єпископ Вюрцбурзький Адальберо (пізніше канонізований) перетворив монастир в бенедиктинське абатство, яким воно і є з того часу. У XVII–XVIII ст. відбулася значуща реконструкція у стилі бароко, переважно виконана родиною Карлоне. Ламбах уникнув розпуску монастирів імператором Йосипом II у 1780-х роках.
У 1897 та 1898 роках Адольф Гітлер жив у місті Ламбах зі своїми батьками і відвідував монастирську школу, де він побачив Крючкуватий Хрест (християнський символ, який часто плутають зі свастикою, індуїстським і буддійським символом), що використовується в декоративній різьбі на дереві. Пізніше він використовував цей символ для нацистської партії, розмістивши його всередині білого кола на червоному фоні, щоб створити прапор.

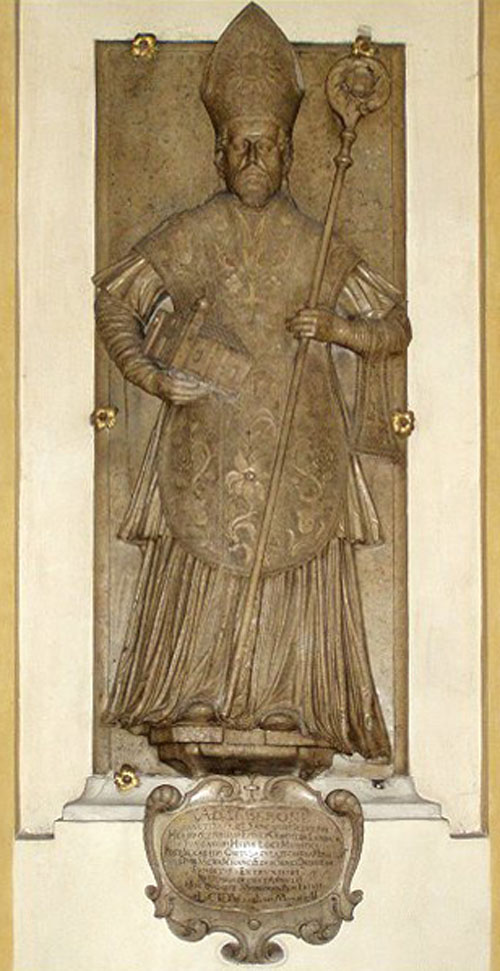

## Теперішній час
З початку Великодньої неділі до 31 жовтня о 14:00 щодня проводяться гідовані екскурсії, які включають відвідування різних архітектурних пам'яток, таких як романські фрески, бароковий театр, бібліотека та церква, всі вони відносяться до барокового стилю.
Абатство зберегло значну кількість культурних скарбів, які привертають увагу громадян. В абатстві знаходяться найстаріші романські фрески в Південній Німеччині та Австрії, а також колишня таверна, яка зараз використовується як аптека та має бароковий фасад. Театр абатства у стилі бароко також було відновлено до робочого стану, а трапезна, збудована на початку XVIII століття Карлом Антоніо Карлоне, була перетворена на концертний зал. Амбулаторія Дієго Карлоне того ж періоду відрізняється великою пишністю. Несподіваною особливістю є безліч гномів у стилі бароко у монастирському саду (див. також абатство Глінк).
Церква абатства також була відреставрована у стилі бароко, з органом музиканта Крістофа Егедахера та гробницею Святого Адельберо. Абатству, крім великої колекції предметів священного мистецтва, також належить середньовічна чаша святого Адельберо, хоча її рідко показують публіці, ця бібліотека була споруджена приблизно у 1691 році і містить понад 50 000 томів, а також важливі архівні матеріали.
З 1625 року належить Австрійській конгрегації, в даний час ця бібліотека є складовою частиною бенедиктинської конфедерації.